# Platyeutidium tuberculatum
Platyeutidium tuberculatum är en skalbaggsart som först beskrevs av Lewis 1901.  Platyeutidium tuberculatum ingår i släktet Platyeutidium och familjen stumpbaggar. Inga underarter finns listade i Catalogue of Life.